# Item lexical
Itens lexicais são palavras simples ou grupos de palavras no léxico de uma língua. Exemplos são "gato", "farol vermelho", "tomar conta de", "em todo caso" e "comer e coçar é só começar". É geralmente entendido que itens lexicais transmitem um significado elementar, e que não são limitados a palavras simples. Itens lexicais são como unidades mínimas de significação, no sentido em que são "unidades naturais" para traduzir entre línguas, ou para aprender uma nova língua. Sendo assim, tendo o nome de item lexical
O conjunto completo de itens lexicais de uma língua é chamado seu léxico.

## Itens lexicais complexos
Itens lexicais constituídos de mais de uma palavra são às vezes chamados locuções, frasemas ou expressões idiomáticas ou lexicalizadas. Tipos frequentes de itens lexicais complexos incluem:
- Nomes compostos, como "couve-flor", "homem de negócios".
- Locuções adverbiais, como "em todo caso", "às vezes".
- Colocações, como "amor cego".
- Frases institucionalizadas, como "Vamos ver", "Se eu fosse você", "Aceita café?".
- Expressões verbais idiomáticas, como "jogar fora" ou "deitar fora".
- Moldes frásticos, como "Não é tão... como você pensa", "O problema é".
- Moldes textuais, como "Nessa dissertação pretendemos... Primeiro... Segundo... Enfim..."